# 매몰모

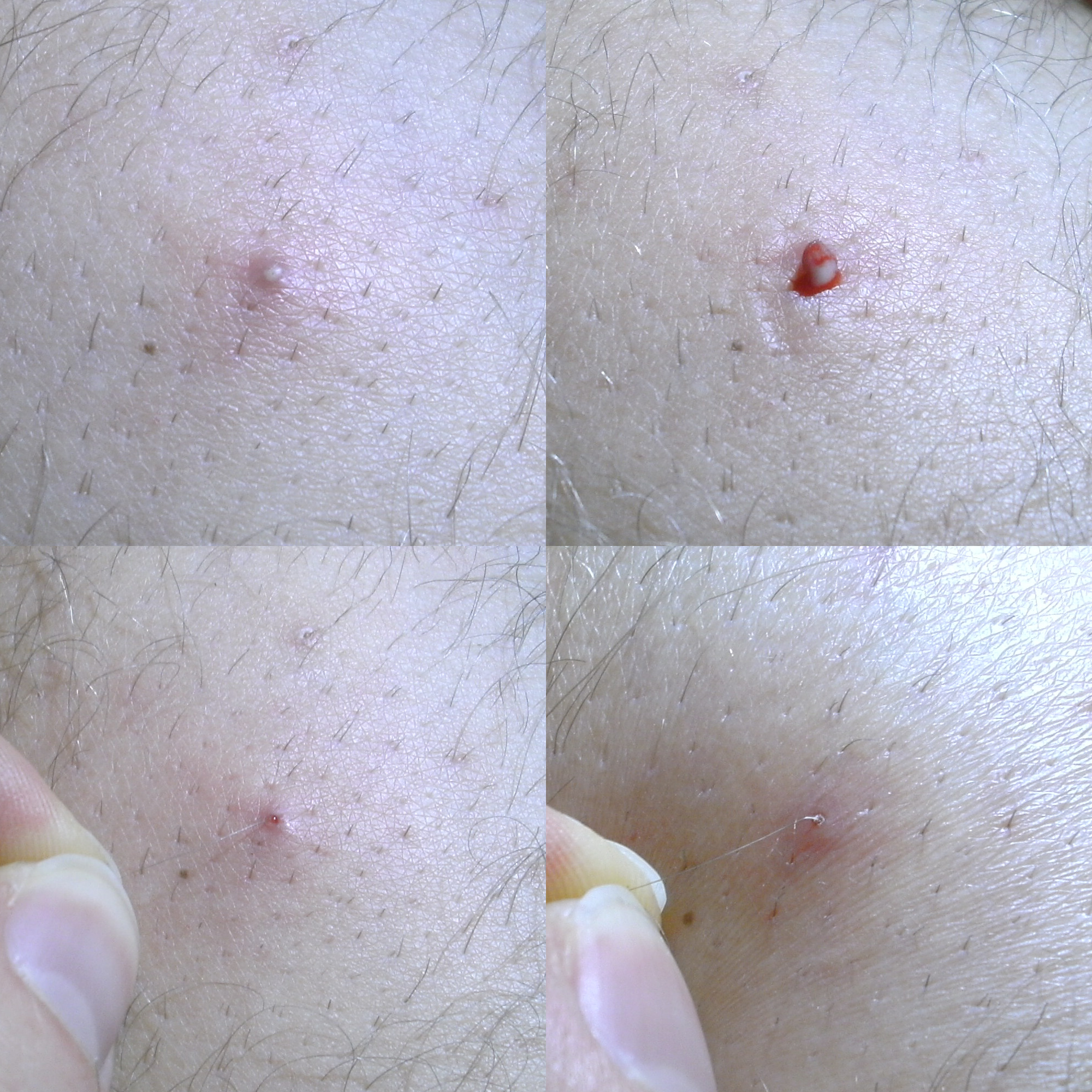
피부에 고름이 생성되어 있는 상태에서 기형적으로 자라고 있는 매몰모의 모습.

매몰모(埋没毛)는 머리카락 또는 털 따위가 비정상적으로 성장되어 있게 하는 상태를 가진 것을 말한다. 다른 이칭은 인그로운 헤어(ingrown hair)이다. 그래서 상기 증상은 머리가 거칠거나 곱슬곱슬한 분들을 중심으로 흔한 편에 속하게 되며, 때로는 수염, 다리털, 겨드랑이털, 귀두 위에 생장하는 털 등도 역시 비슷하게 생장하는 경우도 있다. 모양새는 S자형이나 물결표 모양, 꽈배기 모양 등 다양한 형태를 가진다. 치료를 받을려면 의사의 지시 및 지침을 받고 진찰받아야 하게 되는 절차를 거쳐야 하며, 깨끗이 소독한 도구를 이용하여 제거 및 관리를 철저히 하는 것이 중요하다. 또한 약국에서 판매되고 있는 1회용 침 또는 끝이 뾰족해진 상태에 이르게 되는 핀셋 형식의 인그로운 헤어 집게를 소독하여 다시 사용할 것을 권장해야 한다.

## 발생 원인
제모 또는 면도 등에 의해 털이 뽑혀 있는 부위 위에 각질층이 계속 축적된 상태에서 일어난다. 보통 털이 두텁게 나타나고 있는 피부 각질층을 뚫고 바로 나오지 못한 상태에서 피부 내면에서 성장하는 경우가 대표적이다. 그리고 핀셋으로 수염 같은 털을 뽑게 되면 매몰모가 형성되는 주요 원인이 될 수도 있다.

## 같이 보기
- 모소동